# Giangrisostomo Tovazzi

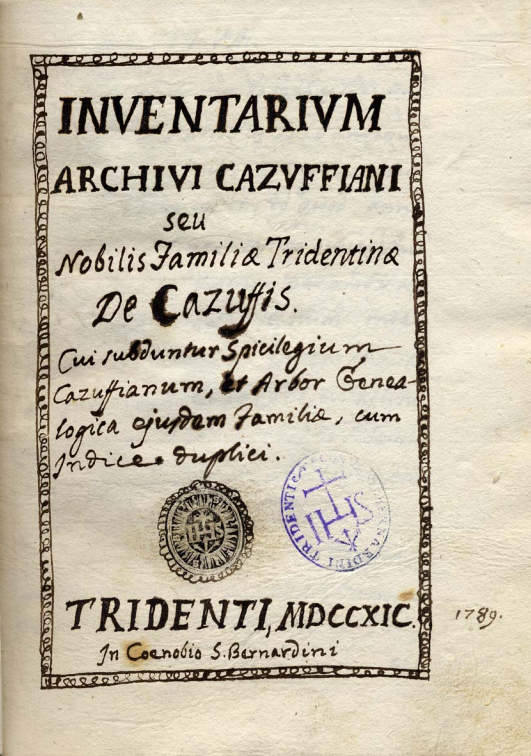
Capa do manuscrito do Inventarium Archivi Cazuffiani

Giangrisostomo Tovazzi (Volano, 23 de novembro 1731 — Trento, 5 de março de 1806), foi um frade franciscano, bibliotecário, arquivista e historiador Italiano.
Foi bibliotecário do mosteiro franciscano de Trento e reorganizou diversos arquivos privados e comunais. Tendo acesso a um vasto corpo documental, e dotado de apurada cultura, deixou obra volumosa e de alto valor para o conhecimento da história religiosa e secular do Principado de Trento, a maior parte em latim, e parte em italiano. Também deixou uma série de Diários, que junto com sua correspondência dão uma ampla visão da sociedade de sua época. Publicou muito pouco em vida, e por isso o seu trabalho até recentemente era pouco conhecido e estudado. Esta situação vem mudando rapidamente nas últimas décadas à medida em que estão sendo feitas transcrições e impressões dos manuscritos originais, que em seu conjunto têm mais de 36 mil páginas, com a edição realizada majoritariamente pelo frade Remo Stenico, também bibliotecário franciscano, em associação com a Fundação Biblioteca San Bernardino.
Em 2006, comemorando o bicentenário de sua morte, a comuna de Volano anunciou a publicação da sua Biblioteca Tirolese, o sia Memorie istoriche degli scrittori della contea del Tirolo, uma compilação de biografias de 935 escritores nativos de Trento ou que ali atuaram. É um marco no registro da produção bibliográfica da região, pois embora a ideia não seja original, a Tovazzi cabe o mérito de ter sido o primeiro a concretizá-la, deixando "uma realização imponente", como a descreveu o Projeto ESTeR. Mesmo não tendo sido publicada em seu tempo, circulando muito limitadamente entre eruditos, se tornaria uma referência para outros estudiosos, e "desde aquele momento a intenção de registrar sistematicamente — ou por âmbitos disciplinares — o patrimônio bibliográfico trentino se constituiu uma prática corrente na produção local". Muitos dos seus manuscritos estão depositados na Biblioteca Comunal de Trento, onde fazem parte das coleções de maior interesse. Segundo Antonio Caroccia, professor na Universidade de Perúgia, Tovazzi foi "uma das figuras mais importantes da cultura trentina no fim dos Setecentos".
A lista de obras já publicadas:
- Compendium diplomaticum sive tabularum veterum loci, temporis et argumenti multiplicis servata earumdem primigenia phrasi et orthographia diphtongis tantum exceptis (5 volumes)
- Familiarum Tridentinum
- Diario secolaresco e monastico  (5 volumes)
- Epistolario, o sia Lettere Familiari italiane, e latine scritte a diversi (7 volumes)
- Monumenta Orphanotrophii Tridentini sive Hospitalis, et Fraternitatis Sanctae Mariae de Misericordia
- Inventarium Archivi Cazuffiani, seu nobilis familiae tridentinae de Cazuffis, cui addunturm spicilegium Cazuffianum, et arbor genealogica eiusdem familiae, cum indice duplici
- Spicilegium Cazuffianum
- Notitia Ecclesiarum Tridentinae Civitatis ac Dioecesis
- De Praetoribus Tridentinis
- Memoriale pro Texendis Catalogis Ministrorum, Vicariorum et Massariorum Confraternitatis Sanctae Mariae de Misericordia Orphanorum et Orphanarum Tridenti
- Variæ inscriptiones Tridentinæ
- Medicaeum Tridentinum, id est, Syllabus medicorum Civitatis ac Dioecesis Tridentinæ intejectis etiam chirurgis omnis ævi ac meriti collectum
- Malographia tridentina
- Biblioteca Tirolese, o sia Memorie istoriche degli scrittori della contea del Tirolo